# Теребенёв, Александр Иванович
Алекса́ндр Ива́нович Теребенёв, Теребе́нин (9 [21] января 1815, Санкт-Петербург, Российская империя — 31 июля [12 августа] 1859, там же) — русский скульптор, представитель классицистической школы, декоратор-монументалист; младший сын Ивана Теребенёва, ученик Василия Демут-Малиновского. Автор знаменитых атлантов в портике Нового Эрмитажа. Академик Императорской Академии художеств (с 1845).

## Биография

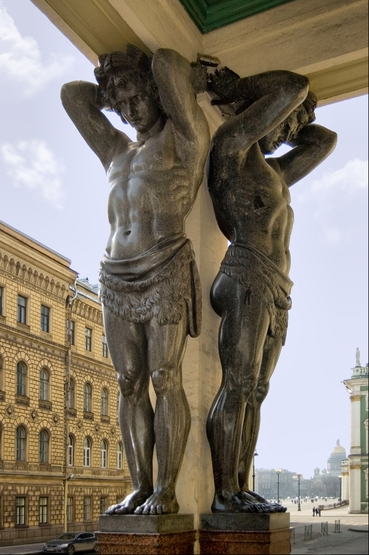
Фигуры атлантов в портике Нового Эрмитажа, (1844—1849), гранит.

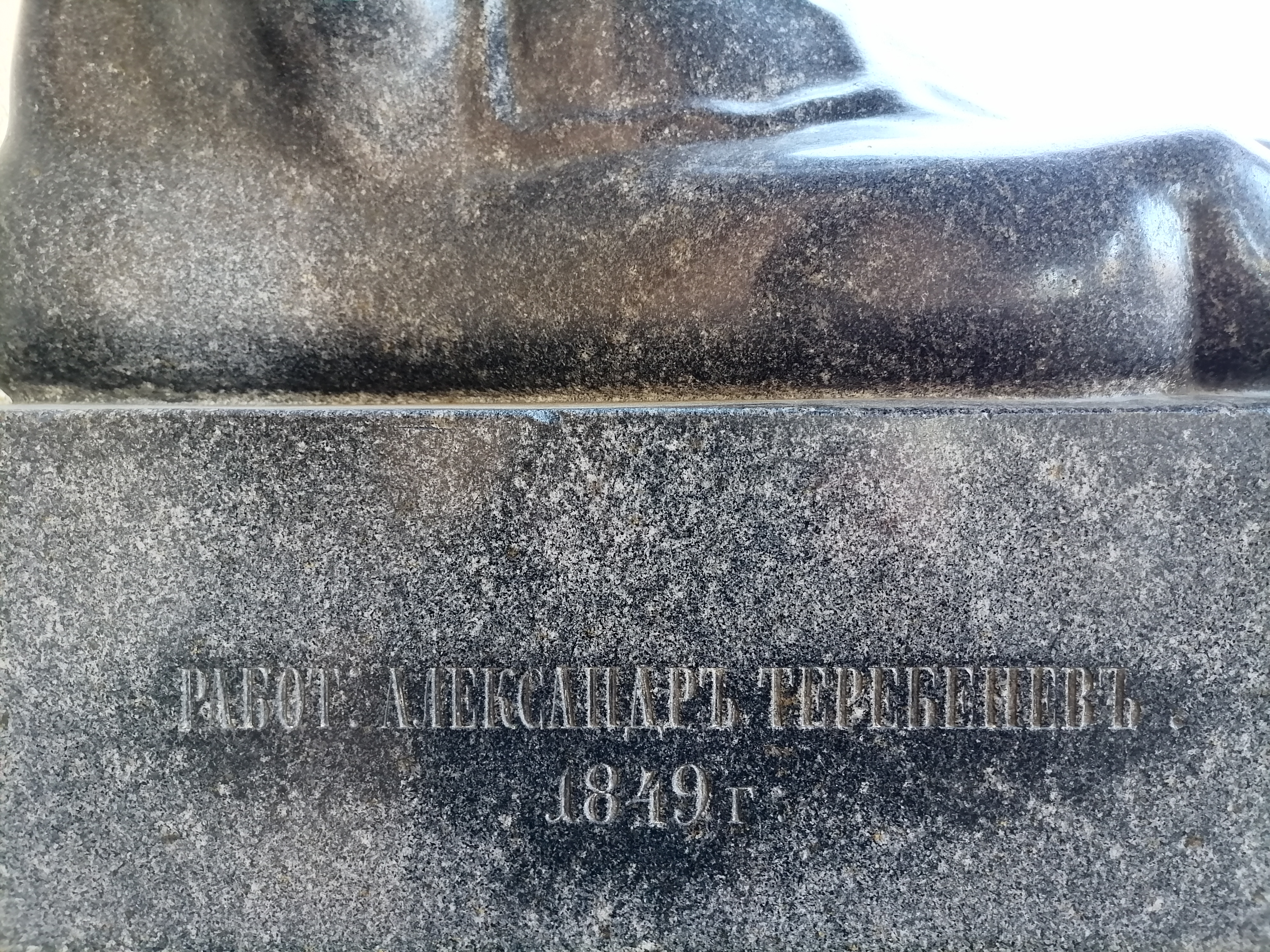
Подпись на атланте Нового Эрмитажа

Младший сын скульптора и карикатуриста Ивана Ивановича Теребенёва (1780—1815), родился в Петербурге 9 января 1815 года. Отца потерял очень рано, через неделю после рождения.
В 1824 году поступил в Императорскую Академию художеств, где учился сначала в рисовальном классе, но потом избрал специальностью скульптуру, которой обучался у профессора В. И. Демут-Малиновского.
В это время скульптура в академии переживала переходное время: вместо подражания формам древней классической Греции стали стремиться к изображению естественных, реальных форм. В числе приверженцев нового направления был и Теребенёв. Он проявил большие дарования, делал блестящие успехи в ваянии и получил целый ряд наград: ещё в первые годы своего учения две малые серебряные медали за лепку группы с натуры и за бюст с натуры книготорговца И. В. Оленина (его дяди), в 1835 году две большие серебряные медали (одну за лепку группы с натуры, другую за исполненный по программе барельеф) и малую золотую за барельеф «Иоанн Креститель проповедует в пустыне о пришествии Спасителя» (хранится в академической церкви), за который он оставлен был при академии пенсионером. Малую золотую медаль получил за другой исполненный по заданной программе барельеф «Иосиф, рассказывающий в темнице о значении снов, виденных двумя царедворцами фараона».
В 1836 году был представлен на выставке художественных произведений его барельеф «Построение ковчега Ноем с сыновьями», который обратил на себя всеобщее внимание и был приобретен академией художеств; барельеф этот не сохранился.
Окончив в 1836 году курс академии со званием художника XIV класса и будучи оставлен при академии пенсионером, Теребенёв получил право поехать на казённый счёт в Италию, для чего ему нужно было исполнить работу на соискание большой золотой медали, но этой работе помешала его женитьба (на дочери профессора А. Е. Егорова), он стал работать для заработка и должен был отказаться от мысли о поездке за границу.
В ближайшие годы по выходе из академии Теребенёв исполнил горельеф, изображающий Веру, для здания Опекунского совета и там же круглые статуи и горельефы, украшающие арки, ниши и паруса парадной лестницы, и вылепил в виде барельефа четырёх евангелистов для городской церкви в Петергофе.

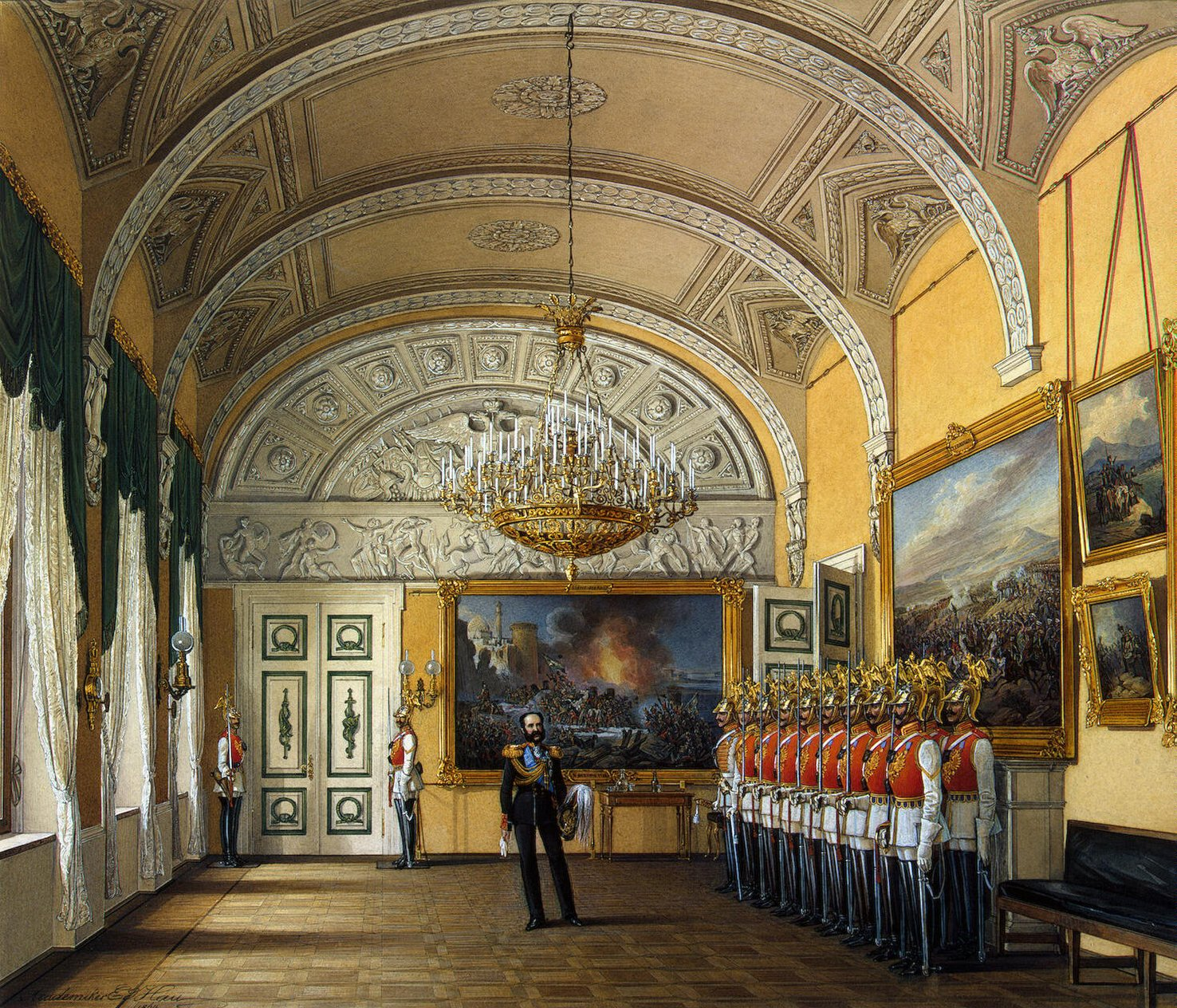
Барельеф «Битва амазонок с центаврами» в зале кавалерийского караула Зимнего дворца на акварели Эдуарда Гау «Зал развода караула», (1864).

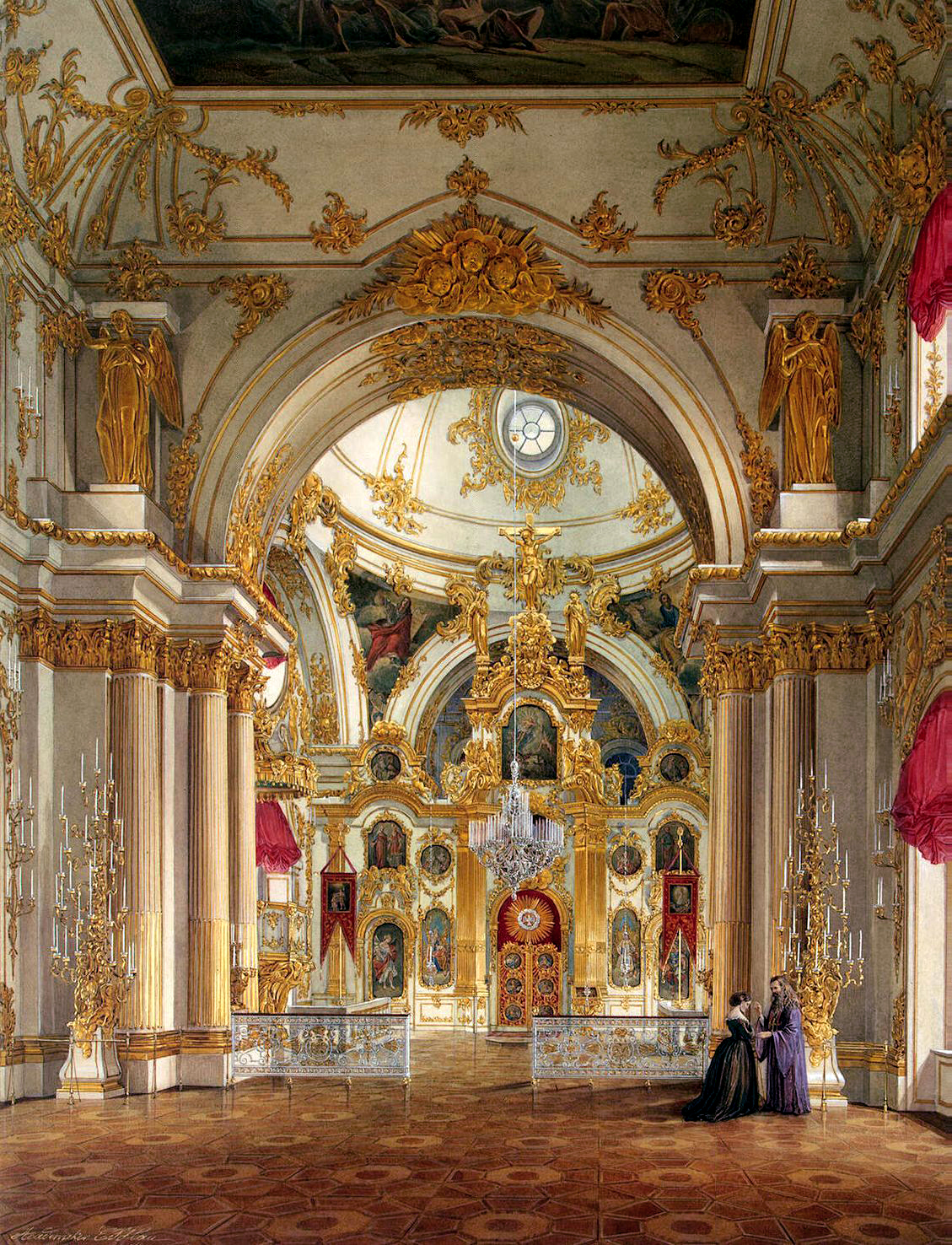
Фигуры ангелов, изображающие Старый и Новый заветы в Большой церкви Зимнего дворца на акварели Эдуарда Гау «Собор в Зимнем Дворце», (1866).

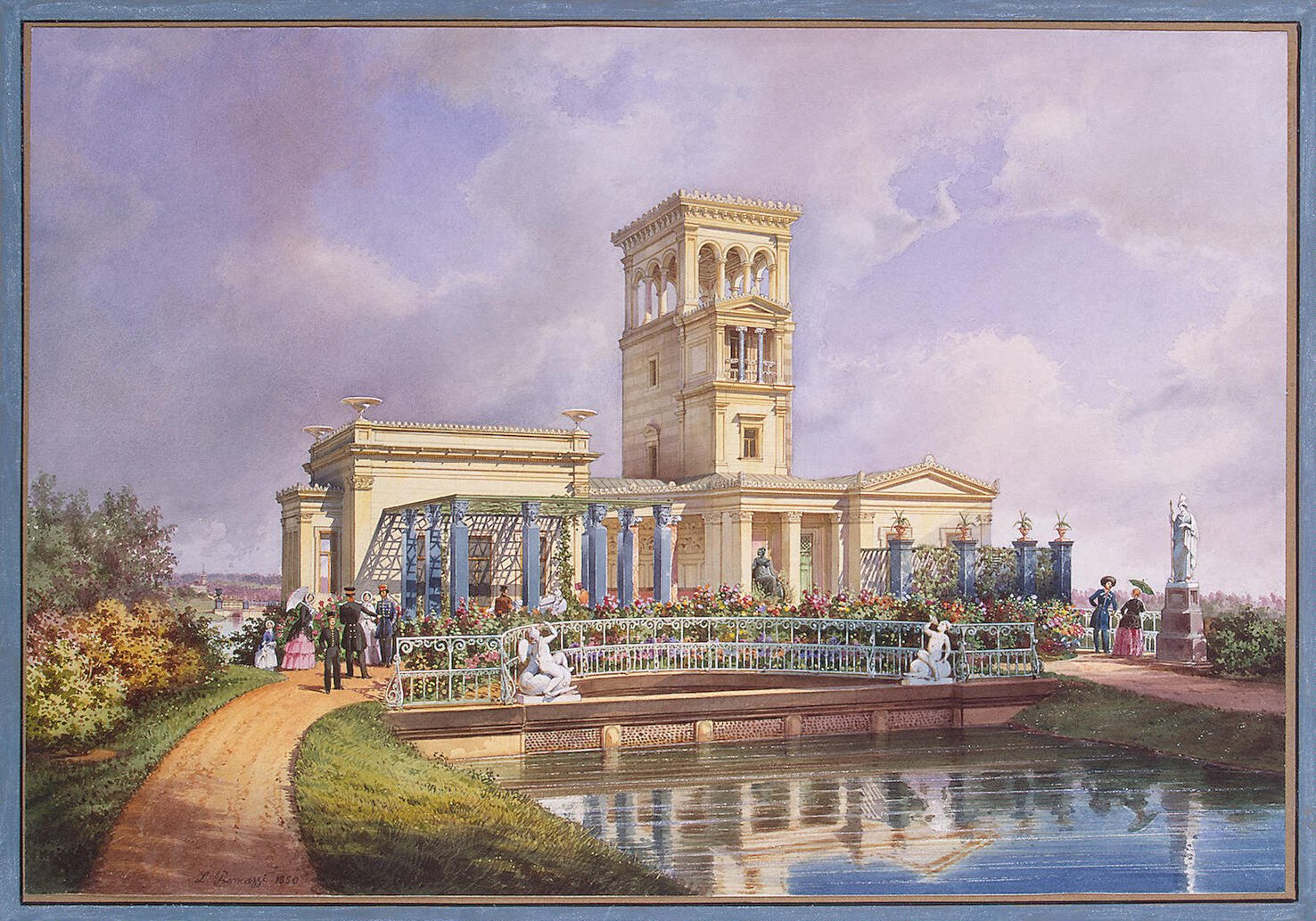
Гермы из сердобольского гранита Розового павильона в Петергофе на акварели Луиджи Премацци «Розовый павильон», (1850).

Вскоре ему удалось проявить свои дарования при работах в Зимнем дворце после пожара. Им сделаны следующие работы: две колоссальные статуи, изображающие Мудрость и Правосудие, для парадной лестницы; огромный барельеф, длиной в семь сажен, изображающий битву амазонок с центаврами, находящийся в кавалерийском зале; две фигуры — Флору и Гебу в виде барельефа — в покоях императрицы Александры Фёдоровны, а также вышеупомянутые две фигуры ангелов из papier mache, изображающие Старый и Новый заветы — для дворцовой церкви. Эти работы выдвинули Теребенёва в ряд лучших скульпторов и доставили ему многочисленные заказы.
Им было исполнено два больших горельефа, в четыре сажени каждый, для залы Опекунского совета (вызвавшие много толков и в значительной мере способствовавшие его известности), по заказу графини Орловой-Чесменской горельеф для Юрьевского монастыря, изображающий Богородицу и святого Феоктиста, памятники пастору Муральду и генералу Кононову, целый ряд работ для Александровского сиротского дома, Екатерининского института и других.
Затем Теребенёв в звании скульптора командирован был в Крым для руководства изысканиями пантикапейских древностей в Керчи. Здесь он вылепил бюст керченского градоначальника князя Херхеулидзе и начал лепить круглую статую Амфитриты, но не успел закончить её, так как вскоре возвратился в Петербург с керченскими древностями; многие из этих древностей он удачно реставрировал.
Одно из самых известных произведений: десять пятиметровых фигур могучих атлантов для Портика здания Нового Эрмитажа в Санкт-Петербурге, восходящих к аналогичным фигурам древнегреческого храма Зевса Олимпийского в Акраганте (ныне Агридженто на острове Сицилия; около 480 года до н. э.). В 1846 году их вытесали из серого сердобольского гранита 150 каменотёсов под руководством Теребенёва по модели мюнхенского скульптора Иоганна фон Гальбига. Композиция столь убедительна, что не все замечают курьёза: огромные гранитные фигуры с невероятным напряжением поддерживают лёгкий балкон. Кроме этого, по проекту Кленце Теребенёв с помощниками выполнил гермы, также восходящие к античному прототипу: храму в Акраганте, для верхних галерей Зала камей и Второго зала медалей. Там их можно увидеть и в наше время. За глиняную модель атланта, представленную на ежегодный конкурс Академии, Теребенёв был удостоен звания академика, а за первую сделанную фигуру в граните император Николай I наградил скульптора бриллиантовым перстнем.
Герм им было сделано 80 больших, из которых 17 отправлено было в Петергоф для Нового павильона, и 40 меньших размеров; термы помещены между окон Эрмитажа. Для Эрмитажа же им был сделан плафон в Аполлоновом зале и некоторые работы для галерей, прилегающих к зале.
Для производства всех этих работ Теребенёву по повелению Николая I под мастерскую был отведён манеж рядом с Зимним дворцом. По окончании работ Теребенёву был пожалован орден Св. Анны 3-й степени, кроме того он получил ещё 17 тысяч рублей награды от государя.
Такие же гермы, как и для Эрмитажа, были им сделаны по повелению государя для подарка прусскому королю. Гермы эти отвезены были в Берлин самим Теребенёвым; за них он награждён был от короля бриллиантовым перстнем.
В 1850 году Теребенёв был принят на службу в качестве помощника начальника 2-го отделения Эрмитажа, а позднее — заведующим всеми скульптурными произведениями, находящимися в императорских дворцах и садах. За время его службы им была сделана на фронтон здания Адмиралтейства статуя, изображающая месяц Февраль, затем иссечены из мрамора копия с античной статуи Атлета, снимающего ножом пот со своей руки, памятник герцогу Максимилиану Лейхтенбергскому в виде саркофага, находящийся в католической капелле пажеского корпуса, бюсты императорской четы, отправленные к великой княгине Ольге Николаевне.
Из остальных его работ, сделанных в разное время, наиболее замечательны: отлитый из бронзы бюст артиста В. A. Каратыгина, который поставлен на памятнике артиста на Смоленском кладбище в Петербурге, бюст A. С. Пушкина, сделанный из мрамора, и бюсты Голенищевой-Кутузовой, Куницына, Косиковского, Яковлева, артиста B. M. Самойлова, графа Д. И. Хвостова, H. В. Кукольника, художника Василенко.
В период расцвета своего таланта Теребенёв получал многочисленные заказы, и доходы его были значительны. Но он вёл широкий образ жизни и быстро проживал всё, что зарабатывал, тратясь на роскошную обстановку, собственные выезды, званые обеды и балы. При нужде же в деньгах он продавал что только мог, с трудом перебиваясь до нового крупного заработка; однажды он продал даже дом с мраморными колоннами, подоконниками и фронтонами, только что им отделанный.
Теребенёв не был способен к усидчивому труду, а когда с годами его стало покидать вдохновение, он перестал получать выгодные заказы и разорился. Из Эрмитажа он был уволен, не дослужив до пенсии. В 1858 году Теребенёв заболел чёрной оспой и лёг в Мариинскую больницу. Его жена заразилась от него и умерла.
Смерть жены окончательно подорвала его силы, и он сделался ипохондриком. Весною 1859 года он простудился и лёг в Обуховскую больницу, где и умер 31 июля 1859 года, в нищете и всеми забытый. После него не осталось средств даже на похороны, которые были устроены за свой счёт мраморщиком Г. А. Балушкиным, помогавшим Теребенёву во время его работ для Эрмитажа. На кладбище за его гробом шли только Балушкин и К. A. Ухтомский.

## Комментарии
1. ↑  Академикам Императорской Академии художеств, присваивался классный чин надворного советника с годовым жалованьем в 180 рублей.
2. ↑  Королю Пруссии Фридриху Вильгельму IV.
3. ↑  В 1936 году В. А. Коротыгин был перезахоронен в некрополе мастеров искусств Александро-Невской лавры, одновременно был перенесён и надгробный памятник с бюстом работы А. И. Теребенёва.
4. ↑  По сведениям Энциклопедического словаря Брокгауза и Ефрона Теребенёв был госпитализирован в Обуховскую больницу с диагнозом: Delirium tremens.
5. ↑  Скульптор был похоронен на Волковском православном кладбище; могила утрачена[7].